# Rochet-Schneider

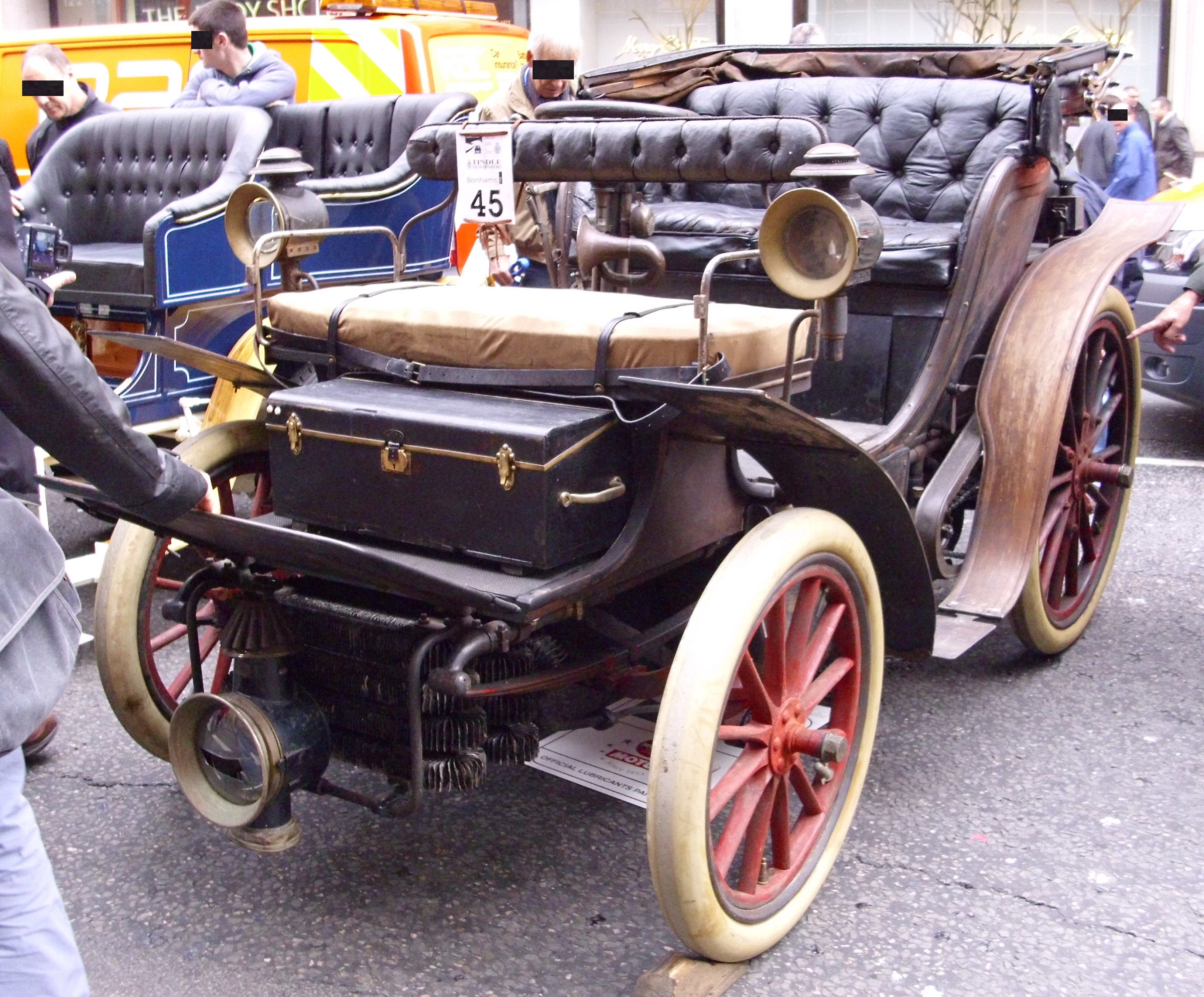
Model de 1899

Rochet-Schneider fou un fabricant francès d'automòbils, amb base a Lió, que va estar actiu entre 1894 i 1932. El seu eslògan era "força, simplicitat i silenci".